# Bauliste von Blohm + Voss
Die Bauliste von Blohm + Voss ist eine Auswahl von in Hamburg gebauten Schiffen der Werft Blohm + Voss. Die Daten beschreiben die Schiffe zum Zeitpunkt der Ablieferung. Spätere Umbauten sowie Änderungen des Schiffsnamens bzw. des Eigners sind nicht berücksichtigt.
| Stapellauf        | Name                             | Baunummer | Vermessung (BRT/BRZ/t) | Auftraggeber / Eigner / Betreiber                      | Bemerkungen |
| ----------------- | -------------------------------- | --------- | ---------------------- | ------------------------------------------------------ | --- |
| 7. September 1880 | Flora                            | 1         | 995                    | M.G.Amsinck                                            | Bark, erstes eisernes Schiff der Werft |
| 19. Juni 1882     | Parsifal                         | 20        | 1075                   | F. Laeisz                                              | Bark, eisernes Schiff der Werft, |
| 29. Sept. 1883    | Pirat                            | 31        | 1053                   | F. Laeisz                                              | Bark, eisernes Schiff der Werft, |
| 20. Sept. 1884    | Pestalozzi                       | 33        | 1062                   | F. Laeisz                                              | Bark, eisernes Schiff der Werft, |
| 6. Aug. 1885      | Paposo                           | 45        | 1062                   | H. Fölsch & Co.                                        | Bark, eisernes Schiff der Werft, |
| 30. Okt. 1885     | Plus                             | 46        | 1259                   | F. Laeisz                                              | Bark, eisernes Schiff der Werft, |
| 11. Sept. 1886    | Ysabel                           | 50        | 524                    | A. von Hansemann                                       | Frachtschiff, erstes Stahlschiff der Werft, 1907 gestrandet |
| 23. Feb. 1892     | Condor                           | 82        | 1.612                  | Kaiserliche Marine                                     | Kleiner Kreuzer, 1921 abgewrackt |
| 1892              | Susanna                          | 88        | 1.989                  | G.J.H.Siemers                                          | Vollschiff, 1913 Strandung, Scilly-Inseln |
| 1892              | Thekla                           | 89        | 1.995                  | G.J.H.Siemers                                          | Vollschiff, 1898 im Atlantik verschollen |
| 18. Okt. 1899     | Kaiser Karl der Große            | 136       | 11.097                 | Kaiserliche Marine                                     | Linienschiff, 1920 abgewrackt |
| 15. Dez. 1899     | Potsdam                          | 139       | 12.606                 | Holland-America Line                                   | Passagierschiff, 1944 versenkt |
| 21. Juni 1902     | Friedrich Carl                   | 155       | 9.087                  | Kaiserliche Marine                                     | Großer Kreuzer, 1914 gesunken |
| 3. März 1903      | Petschili                        | 165       | 3.087                  | F. Laeisz                                              | Viermastbark, 1919 gestrandet |
| 14. Mai 1904      | Yorck                            | 167       | 9.533                  | Kaiserliche Marine                                     | Großer Kreuzer, 1914 gesunken |
| 15. März 1904     | Meteor                           | 170       | 3.613                  | HAPAG                                                  | Passagierschiff, 1945 bei Luftangriff in Pillau gesunken |
| 29. Juli 1905     | Pamir                            | 180       | 3.020                  | F. Laeisz                                              | Viermastbark, 1957 gesunken |
| 22. März 1906     | Scharnhorst                      | 175       | 11.616                 | Kaiserliche Marine                                     | Großer Kreuzer, 1914 versenkt |
| 5. Okt. 1907      | Dresden                          | 195       | 3.664                  | Kaiserliche Marine                                     | Kleiner Kreuzer, 1915 versenkt |
| 20. März 1909     | Von der Tann                     | 198       | 19.370                 | Kaiserliche Marine                                     | Großer Kreuzer, 1919 in Scapa Flow versenkt |
| 12. Okt. 1909     | Prinzeß Eitel Friederich Colbert |           | 1.566                  | Deutscher Schulschiff-Verein                           | Vollschiff, 1929 an Polen verkauft |
| 7. April 1910     | Moltke                           | 200       | 22.979                 | Kaiserliche Marine                                     | Großer Kreuzer, 1919 in Scapa Flow versenkt, 1927 gehoben, 1929 in Rosyth abgewrackt |
| 25. Feb. 1911     | Peking                           | 205       | 3.100                  | F. Laeisz                                              | Viermastbark, bis Juli 2017 Museumsschiff in New York; wurde am 7. September 2020 nach Restaurierung auf der Peters-Werft in Wewelsfleth nach Hamburg überführt; ihr künftiger Liegeplatz soll am Kleinen Grasbrook, dem Standort des dort bis 2023 entstehenden Deutschen Hafenmuseums sein                                           |
| 28. März 1911     | Goeben                           | 201       | 22.979                 | Kaiserliche Marine                                     | Großer Kreuzer, nach 1973 abgewrackt |
| 20. Sept. 1911    | Passat                           | 206       | 3.091                  | F. Laeisz                                              | Viermastbark, Museumsschiff in Travemünde |
| 30. März 1912     | Seydlitz                         | 209       | 24.998                 | Kaiserliche Marine                                     | Großer Kreuzer, 1919 in Scapa Flow versenkt, 1928 gehoben, 1930 in Rosyth abgewrackt |
| 14. März 1913     | Derfflinger                      | 213       | 26.600                 | Kaiserliche Marine                                     | Großer Kreuzer, 1919 in Scapa Flow versenkt |
| 3. April 1913     | Vaterland                        | 212       | 54.282                 | HAPAG                                                  | Passagierschiff, 1938 abgewrackt |
| 20. Juni 1914     | Bismarck                         | 214       | 56.551                 | HAPAG                                                  | Passagierschiff (Imperator-Klasse), später als Majestic, 1940 abgewrackt |
| 5. Okt. 1916      | Cöln                             | 247       | 5.620                  | Kaiserliche Marine                                     | Kleiner Kreuzer, 1919 in Scapa Flow versenkt |
| 21. Okt. 1916     | Pola                             | 233       | 3.104                  | F. Laeisz                                              | Viermastbark, 1933 abgewrackt |
| 17. April 1917    | Mackensen                        | 240       | 31.000                 | Kaiserliche Marine                                     | Großer Kreuzer, nicht fertiggestellt |
| 23. Juni 1917     | Priwall                          | 234       | 3.105                  | F. Laeisz                                              | Viermastbark, 1945 in Brand geraten und gesunken |
| 16. Dez. 1922     | Albert Ballin                    | 403       | 20.815                 | HAPAG                                                  | Passagierschiff, 1981 abgewrackt |
| 14. November 1925 | Hamburg                          | 473       | 21.133                 | HAPAG                                                  | Passagierschiff, 1945 vor Sassnitz auf Mine gelaufen und gekentert |
| 14. Mai 1927      | Cap Arcona                       | 476       | 27.561                 | Hamburg Süd                                            | Passagierschiff, 1945 versenkt |
| 25. Aug. 1927     | Monte Cervantes                  | 478       | 14.140                 | Hamburg Süd                                            | Passagierschiff (Monte-Klasse), 1930 gesunken |
| 15. Aug. 1928     | Europa                           | 479       | 49.476                 | Norddeutscher Lloyd                                    | Passagierschiff, 1962 abgewrackt |
| 20. Feb. 1929     | Milwaukee                        | 483       | 16.699                 | HAPAG                                                  | Passagierschiff, 1947 abgewrackt |
| 28. Feb. 1931     | Savarona                         | 490       | 4.581                  | E.R. Cadvalader                                        | Motoryacht |
| 3. Mai 1933       | Gorch Fock                       | 495       | 1.354                  | Reichsmarine                                           | Dreimastbark (Gorch-Fock-Klasse), Museumsschiff in Stralsund |
| 15. Dez. 1934     | Grille                           | 500       | 2.560                  | Reichsmarine                                           | Aviso, 1951 abgewrackt |
| 13. Juni 1936     | Horst Wessel                     | 508       | 1.634                  | Kriegsmarine                                           | Dreimastbark (Gorch-Fock-Klasse), als Eagle Segelschulschiff der USCG |
| 6. Feb. 1937      | Admiral Hipper                   | 501       | 14.050                 | Kriegsmarine                                           | Schwerer Kreuzer, 1945 im Dock gesprengt |
| 5. Mai 1937       | Wilhelm Gustloff                 | 511       | 25.484                 | KdF                                                    | Passagierschiff, 1945 versenkt |
| 30. Okt. 1937     | Albert Leo Schlageter            | 515       | 1.634                  | Kriegsmarine                                           | Dreimastbark (Gorch-Fock-Klasse), als Sagres Segelschulschiff der Marinha Portuguesa |
| 22. Sept. 1938    | Mircea                           | 519       | 1.634                  | Rumänische Marine                                      | Dreimastbark (Gorch-Fock-Klasse), Segelschulschiff der rumänischen Marine |
| 15. März 1939     | Dogu                             | 520       | 6.133                  | Devlet Denizyollari Işletmesi Umum Müdürlüğü, Istanbul | Am 31. August 1939 von Deutschland requiriert und als Lüderitzbucht an die Reederei John T. Essberger übergeben. 1941 von der Kriegsmarine als Wohnschiff Duala übernommen. Alliierte Kriegsbeute: britisch Empire Ock (1945–46), sowjetisch Pyotr Velikiy (1946–48), polnisch Jagiełło (1948–49), sowjetisch Pyotr Velikiy (1949–73). |
| 14. Feb. 1939     | Bismarck                         | 509       | 45.950                 | Kriegsmarine                                           | Schlachtschiff, 1941 versenkt |
| 7. Nov. 1939      | Herbert Norkus                   | 524       | 1.634                  | Kriegsmarine                                           | Dreimastbark (Gorch-Fock-Klasse), nicht fertiggestellt |
| 24. Aug. 1940     | Vaterland                        | 523       | 41.000                 | HAPAG                                                  | Passagierschiff mit turboelektrischem Antrieb, nicht fertiggestellt, nach 1945 abgebrochen |
| 1. Feb. 1955      | Wappen von Hamburg               | 786       | 2.496                  | HADAG                                                  | Passagierschiff, 2025 auf Mare Island bei Vallejo nördlich von San Francisco verschrottet |
| 26. Okt. 1955     | Nordstjernen                     | 787       | 2.191                  | Det Bergenske Dampskibsselskab                         | Passagierschiff, vom norwegischen Staat unter Denkmalschutz gestellt |
| 19. April 1956    | Ragnvald Jarl                    | 789       | 2.196                  | Nordenfjeldske Dampskibsselskab                        | Passagierschiff, Schulschiff |
| 23. Aug. 1958     | Gorch Fock                       | 804       | 1.634                  | Deutsche Marine                                        | Dreimastbark (Gorch-Fock-Klasse), Schulschiff der deutschen Marine |
| 25. Jan. 1975     | Adrian Mærsk                     | 881       | 26.939                 | A. P. Møller-Mærsk                                     | Containerschiff, Typschiff (sechs Schiffe) 2014 in Alang verschrottet |
| 3. Sept. 1980     | Rheinland-Pfalz                  | 911       | 3.680                  | Deutsche Marine                                        | Fregatte (Bremen-Klasse) |
| 1989              | Corsair                          |           | 170 t Verdrängung      | Auf eigene Rechnung                                    | Luftkissenkatamaran Versuchsschiff |
| 25. Mai 1990      | Golden Odyssey                   | 957       |                        | Euroyachts Ltd.                                        | Megayacht |
| 31. Mai 1990      | Lady Moura                       | 954       | 6.359                  | Silver Dunes Ltd.                                      | Megayacht |
| 20. Aug. 1991     | ECO                              | 956       |                        | Azteca 90 Ltd.                                         | Megayacht |
| 28. Aug. 1992     | Brandenburg                      | 950       | 4.900                  | Deutsche Marine                                        | Fregatte (Brandenburg-Klasse) |
| 14. Juli 1999     | Grand Voyager                    | 961       | 24.391                 | Royal Olympic Cruise Lines                             | Kreuzfahrtschiff, Fast Monohull |
| 20. Jan. 2001     | Sachsen                          |           | 5.600                  | Deutsche Marine                                        | Fregatte (Sachsen-Klasse) |
| 9. Dez. 2004      | Cosco Brisbane                   | 964       | 27.915                 | COSCO                                                  | Containerschiff |
| 12. Juni 2009     | Eclipse                          | 978       |                        | Roman Arkadjewitsch Abramowitsch                       | Megayacht |
| 2014–2017         | F125                             | 979–982   | 7.000 t                | Deutsche Marine                                        | Fregatte (Baden-Württemberg-Klasse), als Fertigungspartner der TKMS |